# くにおくんの熱血サッカーリーグ
『くにおくんの熱血サッカーリーグ』（くにおくんのねっけつサッカーリーグ）は、1993年4月23日に発売された、ファミリーコンピュータ用ゲームソフト。『熱血高校ドッジボール部 サッカー編』（1990年）の続編。前作から操作方法や戦術、ルールなどシステム面で変更されている点がある。

## 概要
くにお、げんえいを始めとした、「熱血高校ドッジボール部 サッカー編」に登場した各校のキャプテンたちと日本代表「熱血FC」を結成し、熱血サッカーリーグ世界一を決める「テクノスジャパン・カップ」で優勝するため、世界各国のサッカーチームに勝負を挑む。ゲームデザインは甲斐浩二。
本編である熱血リーグモードでは最大2人、対戦モードでは最大4人まで遊ぶことができる。この場合、熱血リーグモードでは2Pがキーパー、対戦モードでは3Pと4Pがキーパーを担当する。さらに、PKモードも遊ぶことができる。難易度はやさしい、ふつう、むずかしいの3段階で、やさしいを選んだ場合、敵も味方も必殺シュートを撃たなくなる。熱血リーグモード以外で選べるチームは熱血と強豪、中堅5チームのみとなる。
ゲーム内の選手にはステータスが設定されており、体力、シュート力、防御力、そして走力タイプが割り当てられている。走力タイプには、ハイスピード(A)、スピード(B)、ノーマル(C)、悪路に強い4WD(D)の4つに分けられている。

熱血リーグモードでは、対戦する国を選択していくリーグ戦であるが、総合成績で一定数勝利することによってトーナメント形式のテクノスジャパンカップに移行する。
熱血リーグモードでの可変的なステータスとして、選手の機嫌と言うのが存在する。これは、「みーてぃんぐ」で選手と会話したりアイテムを上げたりすることで変化する。また、選手データを見ることで、選手の性格や好物などを知ることができる。

## 登場キャラクター
熱血リーグモードのみ、補欠のメンバーが使用可能。カッコ内の数字は背番号。

### レギュラー
くにお(9)
熱血硬派。ドッジボール部主将なのだがサッカーで日本代表になってしまった。必殺技は「なっつしゅーと」と「ばくれつあたっく」。今作では能力は平均的で1Pとしては物足りないものがある。
よりつね(8)
服部学園所属。移動能力が高く、必殺技「つばめがえし」を使える貴重な万能型メンバー。フォワードにすると必殺シュートを連発する。欠点はあたりが弱い。よくわからない性格。
さじ(10)
死愚魔高校所属。フォワードにすると思いがけないハッスルプレイを連発する。必殺技は「とるねーどきっく」。
ほりばた(2)
堀々学園所属。性格が協力的で、あたりも強い。CPUとしてかなり使えるメンバー。必殺技は「ばくれつあたっく」。
いわかべ(3)
マタギ学園所属。理想ポジションはDFだが、あたりは強くない。必殺技は「どりるあたっく」。
げんえい(1)
熱血高校所属で、虹をも掴むゴールキーパー。あたりが強く、今回も頼りになる。必殺技は「ひっさつどりぶる」、「とるねーどぱんち」。

### 補欠
うがじん(4)
恐山商業高校所属。よくわからない性格。前に敵がいるとおもしろいドリブルをする。必殺技は「とりぷるあくせる」。
おにたけ(5)
山本興業高校所属で彼女がいる。サングラスをかけて強そうに見えるが、能力は平均的であたりも普通。強豪相手ではあたり負けしてしまう。必殺技は「ひっさつどりぶる」。
くもん(6)
優秀院付属高校所属。偏差値は高いがサッカー能力は平均的。必殺技は「ばくれつあたっく」。
かいずき(7)
一本釣水産高校所属。あたりは強くないが、必殺シュートはキーパーを惑わせることができる。必殺技は「ばくれつあたっく」。
つねを(11)
四満忠実業高校所属。熱血メンバーの中で、おそらく一番あたりが強くシュート力がある。必殺シュートはイタリア、ブラジルなどの強豪キーパーをも吹っ飛ばす。キーパーでも十分にいけるステータスを持っている。必殺技は「ひっさつどりぶる」。
かるろす(12)
サンポウロJr.ハイスクール所属で、前作にはいなかった男。控えの選手だが、キーパーならげんえいよりも優秀。あたりも強い。必殺技は「とりぷるあくせる」、「とるねーどぱんち」。

### 相手チーム
12チーム中、いたりあ、ぶらじる、どいつは強豪。あるぜんちん、かめるーんは中堅。これらのチームは総合力が高く、タックルしても倒れないことが多い。そして必殺シュートを撃ってもキーパーは容易に吹っ飛ばず、逆に必殺シュートを撃たれると、熱血のキーパーは吹っ飛ばされることが多い。倒すにはコツが必要。

#### あじありーぐ
かんこく
特筆すべき戦術や個の力が無く、ゲーム中最弱。勝つとキムチを食べて炎をはく。フォーメーションは2-1-2（左からFW、MF、DF、以下相手チーム欄において同様）。
- よんどく（FW）
- まんす（FW）
- ちょんいる（MF）
- みんほ（DF）
- よんす（DF）
- すんちょる（GK）

たい
ばくれつあたっくを使ってくるが、弱い。勝つとムエタイキックを繰り出す。またステージはコンディションの悪い土ステージになりやすい。フォーメーションは2-2-1。
- とんちゃい（FW）
- さけっと（FW） - 足が速い。が、ステージのコンディションが悪いことが多く、あたりも弱いので、脅威とは言えない。
- ぷみぽん（MF）
- ぴぷん（MF）
- たにん（DF）
- ちゃちゃい（GK） - 1点差以上つけられるとボールをとった後ひとり攻めを始める。このチームの失点の大部分はこのせい。

もんごる
守備的なチームでかんこく、他のあじあ勢に比べると多少あたりが強い。ボールを取りに近づくとシュートを当てられることがある。勝つと人間騎馬でコートを回る。フォーメーションは2-1-2。
- あじゅる（FW）
- がざん（FW）
- じょるきん（MF）
- もんとく（DF） - あたりが強い。
- ふるちん（DF） - あたりは意外に中堅レベル。シュート力もあるので必殺シュートを撃たれると危険。
- いしむと（GK） - （熱血以外の）あじあ勢のGKの中では一番あたりが強い。

#### あふりかりーぐ
かめるーん
強豪に近い中堅レベル。ツバメ返しを使うことができ、必殺シュートもかなり強くバシバシ撃ってくる。あたりも強い。勝つとわりおばがダチョウ（?）にのって動き回る。フォーメーションは2-1-2。
- だこすた（FW） - あたりは強豪レベルで必殺シュートは強豪のキーパーをも吹き飛ばす。ボールを持ったら要注意。
- おばんご（FW） - 他のメンバーに比べあたりが多少弱い。
- わりおば（MF）
- むがべ（DF） - 他チームにて、同名の別人が存在する。
- くんじゃら（DF） - 他のメンバーに比べあたりが多少弱い。
- じゃわら（GK） - 「じゃれら」と名前が変わってしまうことがある。

ぎにあ
このチームだけ、特殊なコンディションの悪い砂ステージになることが多い。戦術面ではとりぷるあくせるを使ってくるもあたりは弱い。勝つと喜ぶだけ。フォーメーションは2-1-2。
- まぶい（FW）
- むがべ（FW） - 他チームにて、同名の別人が存在する。
- ぬげま（MF）
- もぶつ（DF）
- そぐろ（DF）
- あで（GK） - 同点か熱血が負けているとき、ボールを持つとひとり攻めする。

せねがる
このチームの必殺シュートは、白鳥をイメージさせるもので、破壊力は低いが美しい。あたりは普通。勝つとガッツポーズジャンプ。フォーメーションは1-2-2。
- うぇんば（FW）
- ぬじょま（FW）
- るむんば（MF）
- ぬじぇり（MF）
- おべんじょ（DF）
- むんじゃら（GK）

#### なんべいりーぐ
あるぜんちん
中堅。ひっさつどりぶるを使う。ただ同点か熱血が負けているときは、キーパーがボールを持つとひとり攻めするので戦いやすい。また必殺シュートは強いが時々しか撃たない。勝つとバナナでお手玉。フォーメーションは2-2-1。
- えすこばる（FW） - 足が速い。熱血のよりつねに似た存在。他のメンバーに比べあたりが多少弱い。
- せるじお（FW）
- らとーれ（MF）
- おりばれす（MF） - 他のメンバーに比べあたりが弱い。
- ばるば（DF）
- いぎーた（GK） - 同点か熱血が負けているとき、ボールを持つとひとり攻めする。

ぶらじる
イタリアに次ぐ強豪。つばめがえしを使い、強力な必殺シュートを連発してくる。熱血陣地に攻め込ませないことが重要。勝つとリオのカーニバル（?）のごとく踊る。フォーメーションは2-2-1。
- さらびあ（FW） - 足が速い。
- めんどーさ（FW）
- でぃあず（MF） - あたりが強め。
- ぶーにょ（MF） - 足が速く、つばめ返しを頻繁に使う。熱血のよりつね的な存在でボールを持つとかなり厄介。
- さんとす（DF） - あたりが強く、必殺シュートを当ててもなかなか貫通しない。
- ろどりげす（GK） - ゴールから離れる癖がある。

めきしこ
やや強引な戦術が得意で、どりるあたっくを使う。また、メンバー全員が仮面をかぶり、ゴールをとられても表情が変わらない。勝つとサボテンになって喜ぶ。フォーメーションは1-2-2。
- あぎなが（FW）
- あびれす（MF） - キャプテン。あたりが強め。
- ごんざれす（MF）
- さらざーる（DF）
- たばじょす（DF）
- えんりこ（GK）

#### ゆーろりーぐ
いんぐらんど
ひっさつどりぶるを使ってくる。げんえい、かるろす、つねお以外をキーパーにしていると必殺シュートを止められない可能性もある。勝つとエレキギターを弾く。フォーメーションは2-2-1。
- ないじぇる（FW）
- まーく（FW） - 足が速い。
- でびっど（MF）
- まーちん（MF） - あたりが強め。
- へんりー（DF） - あたりが強め。
- あんでぃ（GK） - あたりが強め。

いたりあ
最強チーム。体力に秀でている上につばめがえしを使い、必殺シュートをバシバシ撃ってくる。ボールを持たせないことが先決。勝つと「らふぁえれ」が花火を片手に仲間を追い掛け回す。仲間は泣いている。フォーメーションは2-2-1。
- りかるど（FW） - 足が速い。
- じょるじょ（FW） - 足が速い。
- らふぁえれ（MF）
- るか（MF）
- じゅぜっぺ（DF）
- じょばんに（GK） - 全チーム中最強の選手。とるねーどぱんちも使える。

どいつ
強豪。あたりが強くひっさつどりぶるまで使うので熱血メンバーはあたり負け必至。ただ、つばめがえしが使えないので、必殺シュートも時々しか撃たない。それでも普通のシュートも威力があるので、キーパーの目の前で撃たれると危険。勝つとえっけるとがソーセージを食べ続ける。フォーメーションは2-2-1。
- へるまー（FW） - 足が速い。
- りーどる（FW） - 足が速い。
- えっけると（MF）
- ばるにけ（MF）
- しゅるつ（DF） - 足が速い。
- ぶれーめ（GK） - 足が速い。

## 他機種版
| No. | タイトル                                             | 発売日         | 対応機種                                     | 開発元 | 発売元                 | メディア                                        | 型式       | 備考                                       |
| --- | ---------------------------------------------------- | -------------- | -------------------------------------------- | ------ | ---------------------- | ----------------------------------------------- | ---------- | ------------------------------------------ |
| 1   | くにおくん熱血コンプリート ファミコン編              | 2016年12月8日  | ニンテンドー3DS                              |        | アークシステムワークス | 3DSカード                                       | CTR-P-BKCJ | 他シリーズのファミコン10作品との合同収録作 |
| 2   | くにおくん ザ・ワールド 〜クラシックスコレクション〜 | 2018年12月20日 | Nintendo Switch PlayStation 4 Xbox One Steam |        | アークシステムワークス | Switch専用ゲームカード ディスクROM ダウンロード |            | 他シリーズのファミコン17作品との合同収録作 |

## スタッフ
- グラフィック：つぼりん・とおる（坪谷衛）、あんでぃ・まるやま
- プログラム：たかはし・68K（高橋充）、さかがみたかゆき
- サウンド：あみーご・さわ（澤和雄）、でんじゃらす・うらべ（浦部拓）
- パッケージ：けろりん・やまね（山根明子）、まんじゅう・くみこ（向井久美子）
- サンクス：みつひろ（吉田晄浩）、しろ（白戸政男）、べんがる、よこぺん、みわちゃん、さかもと
- デザイン：つるつる・かい（甲斐浩二）

## 評価
ゲーム誌『ファミコン通信』の「クロスレビュー」では、7・4・6・4の合計21点（満40点）、『ファミリーコンピュータMagazine』の読者投票による「ゲーム通信簿」での評価は以下の通りとなっており、21.2点（満30点）となっている。
| 項目 | キャラクタ | 音楽 | お買得度 | 操作性 | 熱中度 | オリジナリティ | 総合 |
| 得点 | 3.9        | 3.3  | 3.4      | 3.5    | 3.6    | 3.4            | 21.2 |

## 関連作品
- 熱血高校ドッジボール部 サッカー編（1990年）
- 熱血高校サッカー部 ワールドカップ編（1991年）
- くにおくんの超熱血!サッカーリーグぷらす ワールド・ハイパー・カップ編（2010年）